# Всадник с мыса Артемисион
«Всадник с мыса Артемисион» — бронзовый подлинник античной эллинистической греческой статуи, в натуральную величину изображающий мальчика-наездника, найденный в 1928 году ныряльщиками за губками в море у мыса Артемисион (на севере острова Эвбеи) вместе со статуей Посейдона в районе кораблекрушения. Отдельные фрагменты статуи были найдены спустя ещё 8 лет в 1937 году. Одна из самых оригинальных скульптур эллинистического периода, дошедших до наших дней.

## Находка
Это были остатки кораблекрушения римского судна начала I в. н. э. Греческий флот начал исследовательскую операцию и извлек ряд бронзовых фрагментов, но прекратил дальнейшие работы после гибели одного из пловцов от декомпрессии. Остатки корабля находятся на глубине 40 метров и более не исследовались. В 1926 году было найдено место кораблекрушения и извлечена левая рука статуи Посейдона. Все остальное было поднято в 1928 году.

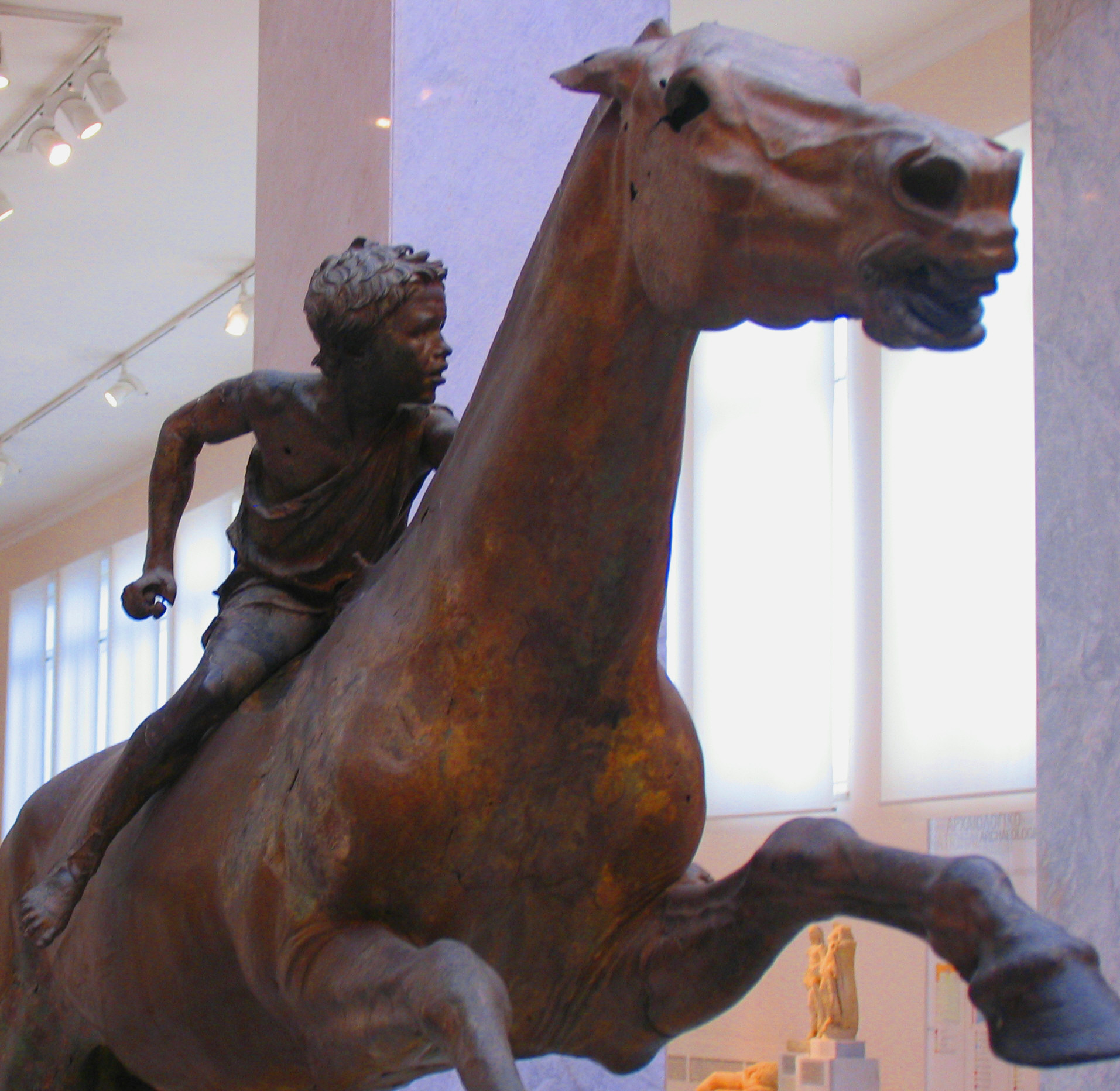

## Описание
Ребёнок примерно 10 лет непропорционально маленького размера (высота 0,84 м) по сравнению с крупным конём, видимо, раб-жокей, сидит верхом без седла (охлюпкой) на коне, мчащемся в галопе. Судя по жестам, всадник держал в левой руке поводья, а в правой хлыст (не сохранились). К его голым ногам привязаны шпоры.
Возможно, что скульптуры мальчика и коня были исполнены отдельно; при реставрации высказывалось мнение, что это фрагменты двух разных скульптур, но остатки одежды мальчика на теле коня подтвердили решение, что их следует соединить. Реставрация скульптуры, находившейся в крайне плохом состоянии была закончена в 1972 году, и с тех пор она выставлена в афинском музее; до этого времени статуя была почти неизвестна публике, и мальчик экспонировался отдельно от лошади.
Статуя является одним из немногих греческих изображений скаковых лошадей в скульптуре (наряду с Дельфийским возничим) и, вероятно, являлась посвятительным даром, пожертвованным каким-то богатым человеком в честь победы на бегах. Изучение физиогномики мальчика позволяет предположить, что он, возможно, был эфиопом.
Исследователи восхищаются необыкновенным натурализмом этой работы: «она напоминает бронзовые скульптуры времен Родена». Из-за обилия и расположения деталей аналогичная статуя не могла бы быть выполнена из мрамора, что доказывает, что греческие мастера по бронзе полностью отдалились от форм выражения, принятых у камнерезов.

## В культуре
- 1957 год, фильм «Мальчик на дельфине»[англ.] (Boy on a Dolphin) с Софи Лорен.